# Abaliget
Abaliget es un pueblo ubicado en el condado de Baranya, Hungría.

## Superficie
Posee una superficie de 16,09 kilómetros cuadrados.

## Demografía
Hasta 2021 la población era de 636 habitantes, con una densidad de población de 39,52 habitantes por kilómetro cuadrado.